# Al-Hamidiyah souq
Il souq Al-Hamidiyah (in arabo سُوق ٱلْحَمِيدِيَّة‎?, Sūq al-Ḥamīdīyah) è il souk più grande e centrale della Siria, situato all'interno dell'antica città murata di Damasco accanto alla Cittadella. Il souq è lungo circa 600 metri largo 15, ed è coperto da un tetto ad arco in metallo alto 10 metri. Inizia in via Al-Thawra e termina nella piazza antistante la Grande Moschea degli Omayyadi sulla quale ci sono i resti l'antico del Tempio di Giove alto 12 metri.

## Storia

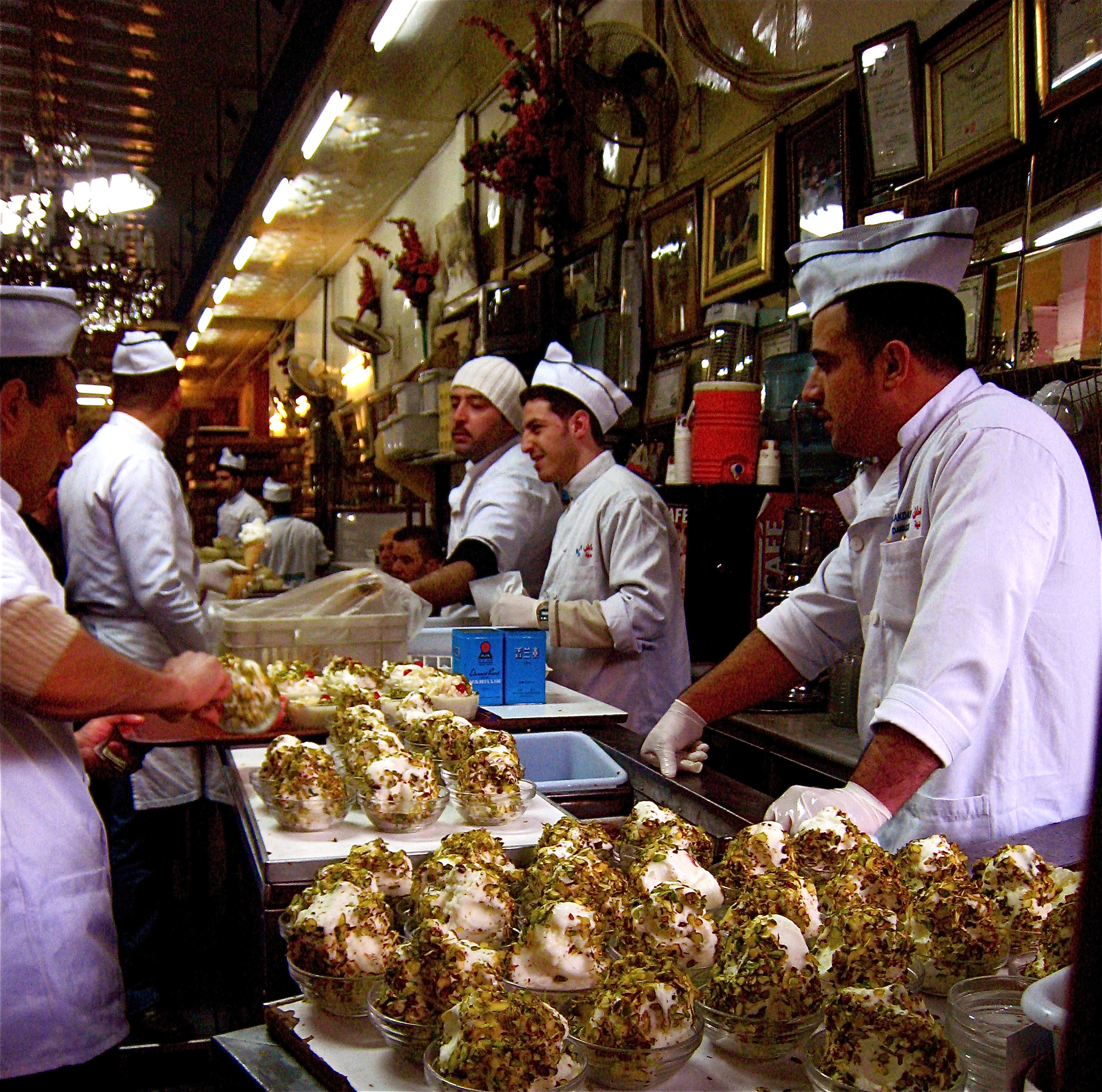
Il famoso Booza siriano nel negozio Bakdash

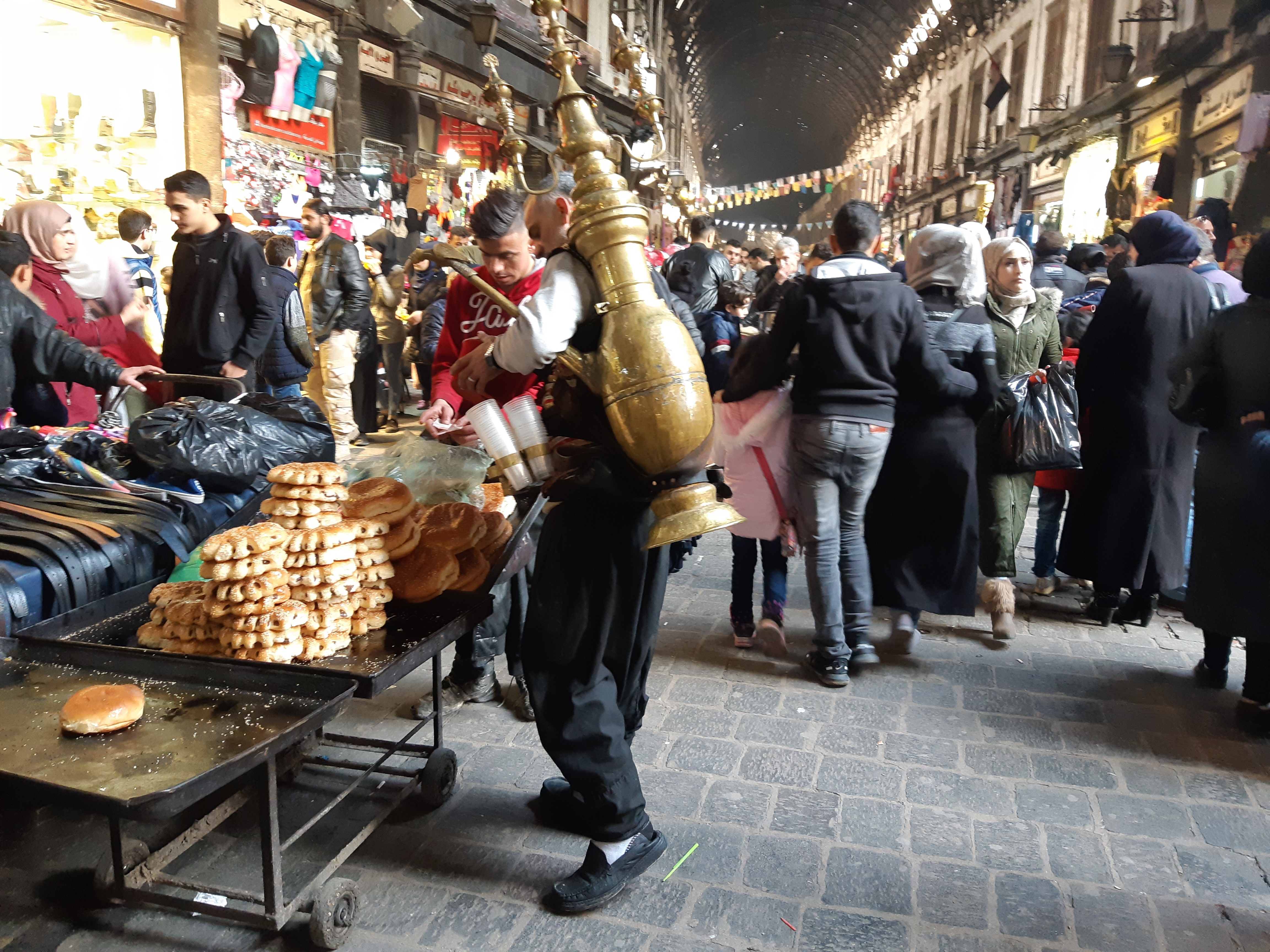
Nel souk di Al-Hamidiyah

Il souq risale all'epoca ottomana, essendo stato costruito lungo l'asse del percorso romano verso il Tempio di Giove intorno al 1780 durante il regno del sultano Abdul Hamid I, e successivamente ampliato durante il regno del sultano Abdul Hamid II.  Oggi è uno dei quartieri dello shopping più popolari in Siria, con centinaia di empori di vestiti, negozi di artigianato che vendono artigianato tradizionale e gioielli, caffè, negozi di alimentari, bancarelle di cibo e gelaterie. Prima della Guerra civile siriana, in corso, era una delle principali attrazioni di Damasco ed era visitata da molti stranieri, inclusi europei e arabi del Golfo; tuttavia, rimane ancora un'attrazione popolare tra i locali e i siriani. 
Nonostante ci siano stati molti scontri violenti intorno a Damasco e in alcuni dei suoi quartieri, il souq non è stato in alcun modo colpito dalla guerra in corso, anche se proteste e manifestazioni pacifiche hanno avuto luogo nel vicino Midhat Pasha souq che si estende dall'Al Hamidiyah souq.
È stato uno dei tesori presenti nel documentario della BBC del 2005 Around the World in 80 Treasures presentato da Dan Cruickshank.